# Jonathan Gertis
Jonathan Gertis (* 27. März 1997 in Freising) ist ein deutscher Schauspieler.
Erste Auftritte als Schauspieler hatte er im heimatlichen Laientheater und bei Aktenzeichen XY … ungelöst. Er spielte vom 2. Januar 2018 bis 30. Januar 2023 Christian Preissinger in der BR-Serie Dahoam is Dahoam.

## Filmografie
- 2016: München Laim
- 2017: Um Himmels Willen
- 2017: Trautmann
- 2018–2023: Dahoam is Dahoam (Fernsehserie)
- 2019: Mit dem Rückwärtsgang nach vorn